# مستشفى سانت لوك الدولي
مستشفى سانت لوك الدولي {{نيهونغو|St. Luke's International Hospital|聖路加国際病، هو مستشفى عام وتعليمي يقع في منطقة تسوكيجي في تشوأو (طوكيو)، اليابان.
تم افتتاحه لأول مرة في عام 1902، كمنشأة طبية تابعة للكنيسة الأسقفية في الولايات المتحدة، والمستشفى الآن هو أحد أكبر مرافق الرعاية الطبية وأكثرها شمولاً في وسط طوكيو. تعمل كجامعة ملحقة لجامعة سانت لوك الدولية، وهي جامعة تابعة لكنيسة نيبون سي كو كاي (الكنيسة الأسقفية الأنجليكانية في اليابان).

## روابط خارجية
- الموقع الرسمي